# Музей Фредеріка Мареса
Музей Фредеріка Мареса (кат. Museu Frederic Marès) — музей скульптури у Барселоні.

## Історія

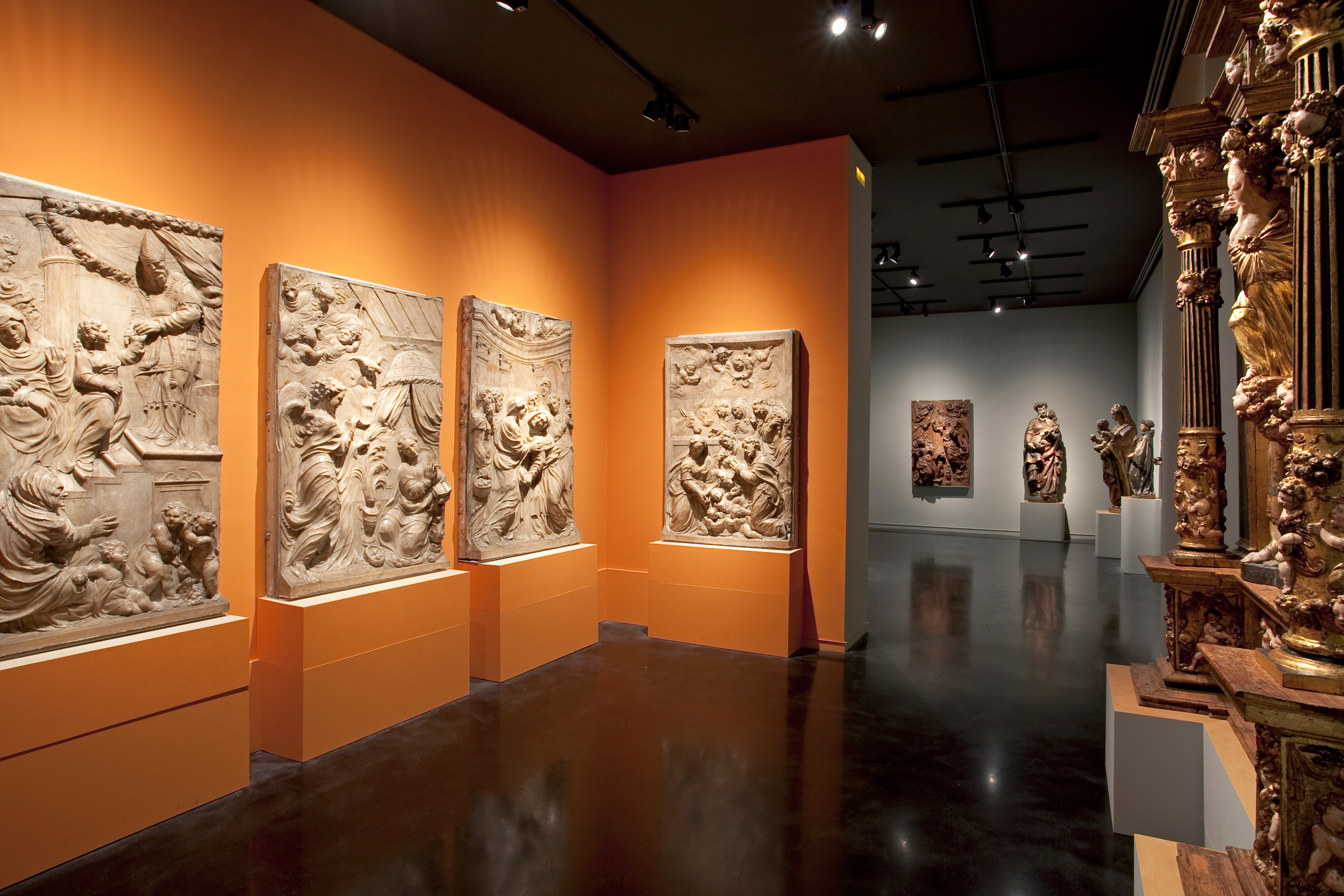
Зала скульптур

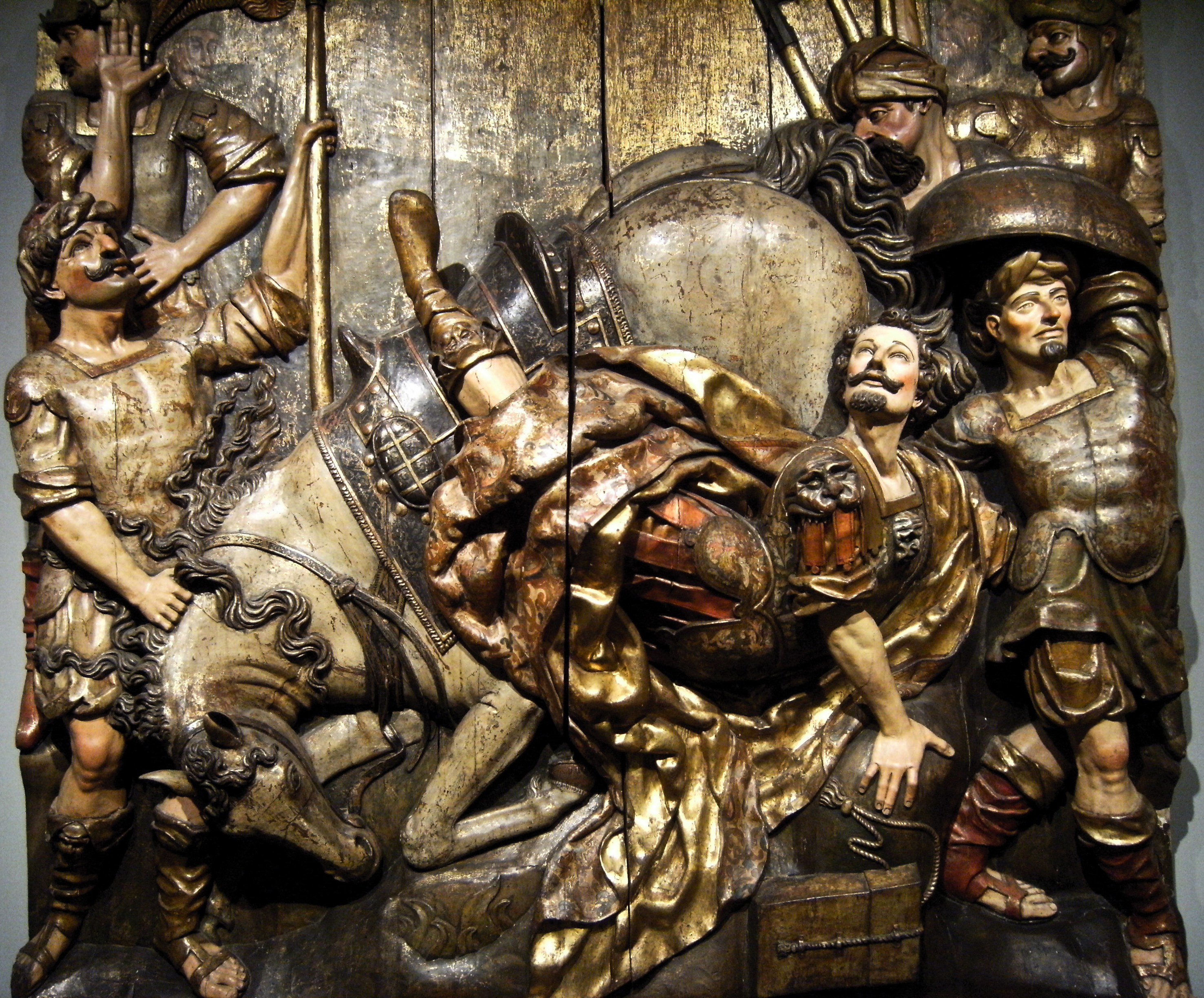
Перетворення Святого Павла, дерев'яна скульптура XVI століття

Музей був створений скульптором і колекціонером Фредеріком Маресом (1893—1991). 1946 року він пожертвував місту свою унікальну колекцію скульптур, яку збирав усе життя. Два роки потому, цей музей був відкритий в частині старого Королівського палацу графів Барселони в самому серці Готичного кварталу.

## Колекція
Колекція музею містить скульптури, зібрані по всій Іспанії від дороманського періоду до XIX століття. Найцінніша її частина — каталонська і кастильська церковна скульптура епохи середньовіччя. Серед експонатів — частина скульптурної творчості самого Мареса, яку він також пожертвував музею.
На першому поверсі музею за світовою традицією розміщені скульптури античного періоду з Іберії, Греції, Карфагена. І тут розміщені творіння художників Кастилії і Арагона, датовані XV століттям. До цього ж періоду належить колекція розп'ять. З релігійних атрибутів тут виставлені хрести, вони виготовлені з різних матеріалів і виконані в готичному і пізніших стилях.
Другий поверх присвячений періоду з XV по XIX століття. Тут вже можна побачити не тільки скульптури, але й мальовничі полотна. Тематика їх — переважно релігійна. Майже всі вони зображують Мадонну з немовлям або Святе сімейство.
В одному з розділів представлені предмети побуту XV–XX ст. Тут є цікаві унікальні предмети: віяла, чаші для святої води, вентилятори, труби, годинники, ювелірні вироби, фото, іграшки, ключі, аптечні пляшки та інші реліквії. Ця частина називається Сентиментальним Музеєм.